# ヴィック・バラード
ヴィック・バラード（Vick Ballard 1990年7月16日- ）はミシシッピ州パスカグーラ出身のアメリカンフットボール選手。NFLのインディアナポリス・コルツに所属していた。ポジションはランニングバック。

## 経歴
ミシシッピガルフコーストコミュニティカレッジで2008年、2009年と2シーズンプレーした。ジュニアカレッジのオールアメリカンファーストチームに選ばれている。2010年にミシシッピ州立大学へ転校、同年20TDをあげて大学記録を更新した。同大学では2年間で379回のランで2,158ヤードを獲得、30TDをあげた。
NFLスカウティングコンバインでは、40ヤード走で4秒65と25人のランニングバック中、16番目の数字であった。
2012年のNFLドラフトでは5巡でインディアナポリス・コルツに指名された。
10月14日のニューヨーク・ジェッツ戦で初先発した。10月28日のテネシー・タイタンズ戦では、オーバータイムにアンドリュー・ラックからのスクリーンパスを受けた後、体をひねって複数の相手選手をかわし、エンドゾーンにダイブして16ヤードのTDをあげた。この試合では12回のランで55ヤードを獲得、週間最優秀新人候補5人の1人に選ばれた。12月9日のテネシー・タイタンズ戦でも19回のランで94ヤードを獲得し、チームの勝利に貢献した。12月16日のヒューストン・テキサンズ戦では、18回のランで自己ベストの105ヤードを走った。この年211回のランで814ヤードを獲得、3TDをあげた。また17回のレシーブを記録している。翌年1月6日に行われたボルチモア・レイブンズとのワイルドカードでは22回のランで91ヤードを獲得したが、チームは9-24で敗れた。この年211回のランでチームトップの814ヤードを走り、2TDをあげた。
2013年9月13日、ACLの断裂によってシーズン絶望となり、故障者リスト入りした。
2014年7月25日、足首を負傷しカートで運ばれた。MRI検査の結果、アキレス腱を断裂しており、この年もシーズン絶望となった。
2015年9月、コルツからウェイバーされた後、故障者リスト入りしたが、その後両者はフリーエージェントになることに合意した。
2016年2月3日、ニューオーリンズ・セインツとフューチャー契約を結んだが、5月9日に解雇された。